# Moundang (monarchie)
Le royaume moundang  est un ancien État du centre de l'Afrique, localisé autour de la ville de Léré dans le sud-ouest du Tchad, près de la frontière avec l'État du Cameroun. Ce royaume est apparu au milieu du XVIIIe siècle et couvrait un territoire d'environ 5 000 km2. Les souverains animistes moundang ont dû faire face aux assauts militaires des Peuls musulmans puis à la colonisation française. Le royaume n'existe plus aujourd'hui en tant qu'entité politique indépendante, mais seulement comme une chefferie traditionnelle en relation avec les autorités administratives tchadiennes modernes.
La monarchie moundang était un pouvoir politique qui garantissait l'ordre social, cosmique et symbolique à travers des rituels fondés sur le calendrier agricole. Leurs justifications trouvaient leurs racines dans les mythes, les faits et les gestes de Damba, le premier roi (Gõ ou Gong) moundang. Ce système de pensée attaché au concept de « royauté sacrée » a été étudié par l'anthropologue et ethnologue français Alfred Adler dans le dernier quart du XXe siècle.

## Royauté sacré des Moundang

### Le Roi sacré, un thème ethnologique

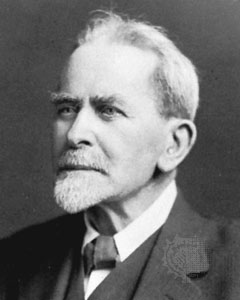
James George Frazer.

La royauté sacrée est l'un des thèmes de l'histoire comparée des religions. Cette notion apparaît chez des peuples de l'Antiquité et chez des peuples, surtout africains, étudiés par des anthropologues contemporains. La théorie du « roi divin » ou du « roi sacré » fut mise au jour, vers 1890, par l'ethnologue britannique James George Frazer (1854-1941) pour expliquer la légende du Rameau d'Or dans la Rome archaïque ; le meurtre par son successeur du roi-prêtre de la déesse Diane dans le bois sacré de Nemi étant selon lui le modèle originel. Il développa sa pensée en s'appuyant sur des exemples tirés des peuples africains, en commençant par la monarchie sud-soudanaise des Shilluks où, selon la mythologie locale, le souverain est exécuté au premier signe de faiblesse sexuelle. L'impuissance du roi est alors vu comme le signe d'un danger pour la fécondité des humains, des troupeaux et des plantes cultivées.
Pour Frazer, le roi divin possède donc un pouvoir, volontaire ou non, sur la nature. Son peuple le considère comme le centre de l'univers. À ce titre ses actes influencent le cosmos. Ses gestes doivent être contrôlés par le protocole et les rituels. Le roi doit donc être exécuté quand son corps décline, dans le but d'éviter le déclin du monde et de la société. La notion de roi divin fut ensuite critiquée ou rejetée par les successeurs de Frazer. L'évolution frazérienne en trois étapes, — magie, religion, science — est aujourd'hui jugée non pertinente. En 1948, E. E. Evans-Pritchard va même jusqu'à nier l'existence du meurtre rituel du roi shilluk, n'admettant que des complots politiques et des problèmes dynastiques. Cette vision trop restreinte fut à son tour remise en cause en 1966 par Mickaël Young à partir de ses travaux sur le régicide chez les Jukuns du Nigéria,.
L'ethnologie a maintenant démontré que le meurtre du roi est une pratique présente dans de nombreux royaumes africains. Dans certains cas, la personne du roi est remplacée par une victime humaine ou animale. Les « États africains » qui ont intégré le régicide dans leurs structures symboliques peuvent être très divers. L'autorité temporelle du roi peut être forte ou très faible. Le roi sacré peut s'incarner dans un despote militariste et violent qui règne sur de nombreux sujets. Au contraire, il peut n'être qu'un pontife bienveillant dont l'autorité spirituelle ne s'exerce que sur quelques villages.

### Le Roi moundang, un Roi sacré

#### Faiseur de pluie
Les Moundang considèrent leur roi comme un faiseur de pluie. Il a le pouvoir de faire tomber la pluie ou au contraire d'empêcher sa venue. Cette faculté sur la nature faisait que le souverain était soit craint soit respecté:

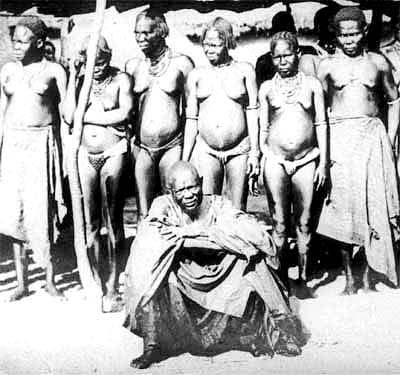
Le Roi moundang

« Nos ancêtres pensaient que le Gõ-Léré avait le pouvoir de faire la pluie ou la sécheresse. Par exemple, une brume comme celle de ce matin, ils l'attribuaient au roi (...). Des très grosses chaleurs, des vents très violents et des tornades dévastatrices, on disait qu'ils étaient le fait du roi. Des criquets dévoreurs du mil, on disait la même chose et c'est à cause des criquets qu'on a chassé Gõ-de, l'usurpateur qui succéda à Gõ-Kajonka. Les vieux murmuraient que le roi avait ouvert la porte de la case des criquets.(...) Nos ancêtres connaissaient le nom de Dieu, Masin, mais ils s'abandonnaient seulement aux mains du roi. On prononçait le nom de Dieu pour les maladies, on invoquait son nom pour qu'il aide à la guérison, mais on pensait que le roi de Léré pouvait obtenir de Dieu ce qu'il voulait, en mal comme en bien. »

— Mangay, informateur de l'ethnologue Alfred Adler.

#### Régicide et circoncision
Une des caractéristiques des « rois sacrés » est d'être exécutés à intervalles réguliers, s'ils ne mouraient pas de mort naturelle durant leur temps de règne. La chronologie des règnes successifs des rois moundangs reste encore très largement incertaine. On ne peut donc pas discerner avec certitude la fréquence du régicide rituel. Toutefois, des complots et des assassinats ont été remarqués. Il semble cependant que cette pratique ait été effective. Pour l'ethnologue allemand Leo Frobenius, un des premiers européens à avoir exploré cette zone de l'Afrique, la monarchie moundang a instauré un rapprochement entre le régicide du roi et la circoncision collective des jeunes garçons:

« Les Moundang, à l'exemple de leurs voisins méridionaux, célèbrent avec enthousiasme la circoncision, le Djong-ré. Celle-ci ne peut avoir lieu qu'à la mort d'un roi (Gong), mais aussi chaque roi, qu'il s'agisse d'un souverain puissant régnant sur Léré ou d'un chef de commandant d'un village "doit" mourir au terme de la 7e ou 8e année de son règne, il "doit" mourir qu'il le veuille ou non. La personne à qui il incombe de forcer cette éventuelle résistance du roi n'est nul autre que son pulian, autrement dit le frère de sa mère. En effet, si le roi ne meurt pas de lui-même après 8 ans de règne, il faut que le pulian traîne au bout d'une corde, enveloppé dans la peau d'une vache blanche, le crâne du père défunt du roi — son prédécesseur — et qu'il se promène ainsi devant la place où se tient le roi "exédentaire" pour qu'il voie son memento mori. Quand le roi voit cela il meurt infailliblement la nuit suivante. Une fois que c'est chose faite, une deuxième charge incombe au pulian : il doit couper la tête du roi qui vient de mourir. La tête ainsi coupée est cousue dans la peau d'une vache blanche et, ainsi cachée, elle est introduite dans une grande poterie. L'urne funéraire est portée avec beaucoup de soin vers une montagne où se trouve une caverne faisant fonction de mausolée des crânes royaux. Mais le tronc est jeté dans une rivière et nul ne se soucie du cadavre du roi... »

— Leo Frobenius, Atlantis V. 76. Passage traduit par Alfred Adler.

## Mythes fondateurs

### Damba, le chasseur errant
Le Chef de Libé avait plusieurs 

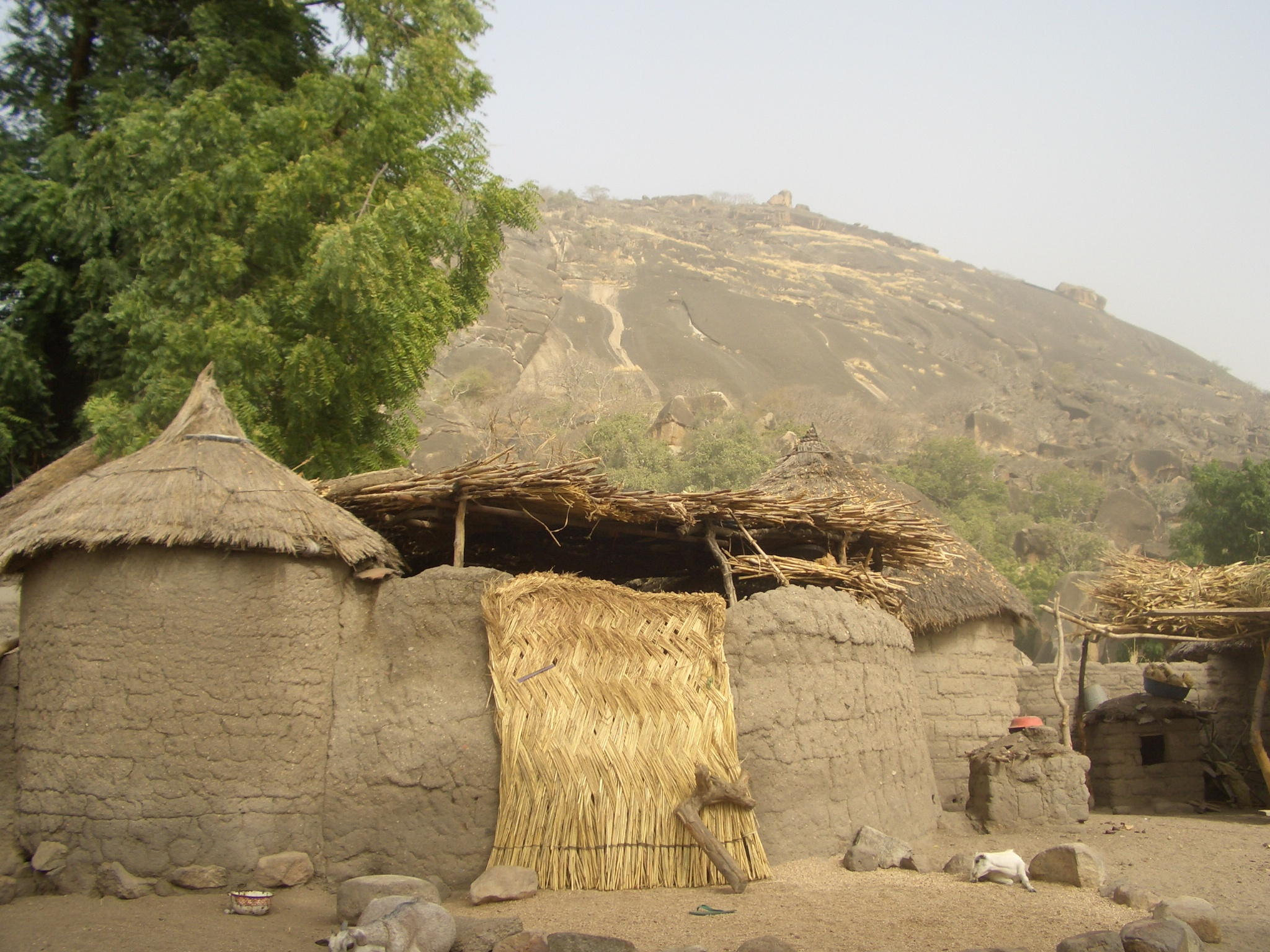
Habitat traditionnel d'un village moundang du Cameroun

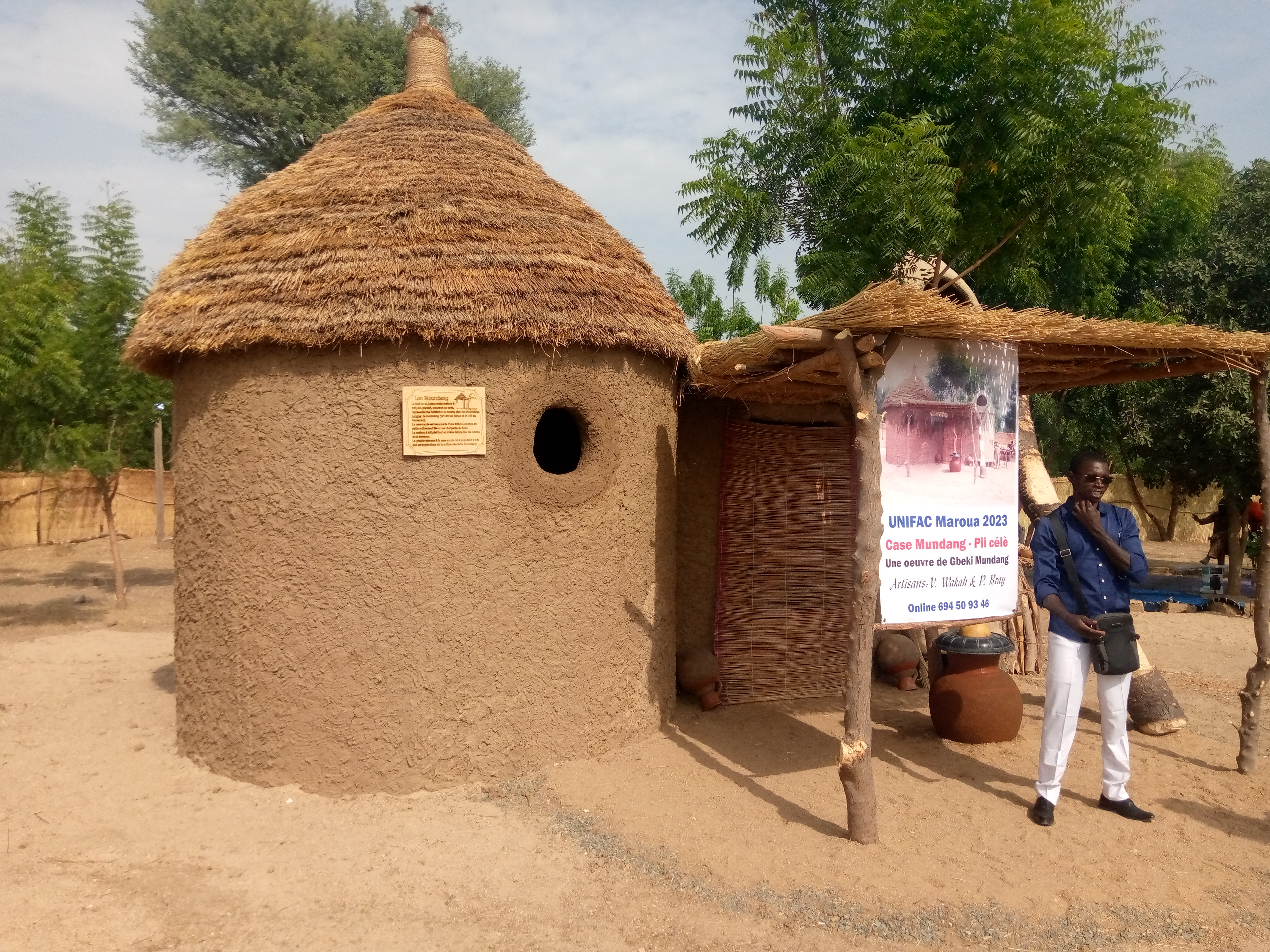
Case traditionnelle de Moundang

fils. Mais son préféré était Damba, un de ses fils cadets. Le jeune homme, vigoureux et sportif, excellait dans la pratique de la chasse. Damba rapportait ainsi beaucoup de gibier à son père. En retour, le Chef le remerciait en lui prodiguant des conseils et en lui transmettant sa syiñri (magie).
Les Anciens du village, en constatant cette préférence, se mirent à comploter contre Damba. Ils craignaient en effet que Damba ne cherche à évincer son frère aîné de la succession au trône.
Une vieille servante entendit les conciliabules des Anciens et en rapporta la teneur à Damba. Dans la crainte d'un assassinat Damba décida d'abord de passer plus de temps à chasser dans la brousse. Mais un jour, Damba s'éloigna définitivement du village paternel.
Après quelque temps, Damba se trouva sans le savoir sur le territoire des Moundang, près du village de Moukréan, alors dirigé par les Kizéré. À cette époque la terre était très peu peuplée et le peuple Moundang ne comptait que peu de clans ; les Kizéré dont les Kize-bal-hin (Kizéré aux jambes grêles) qui détenaient la chefferie moundang, le clan Laaré, le clan du Buffle (ban-se), les Teure, le clan des Oiseaux (ban-ju), le clan des Lions (ban-bale) et le clan de la Rhombe (ban-mafali).
Alors que la saison sèche faisait rage, Damba rencontra deux jeunes filles qui s'étaient éloignées du village pour aller creuser un puits pour puiser de l'eau près d'une rivière asséchée. La jeune fille du clan Teuré, en voyant Damba sale et hirsute, prit peur et s'enfuit vers le village. Mais la fille du clan du Buffle engagea la conversation avec Damba et lui donna de l'eau pour qu'il puisse se rafraichir. Pour remercier la jeune fille, Damba lui offrit de la viande. La fille rentra au village et présenta ce don à ses parents. Ces derniers ne connaissaient pas cette nourriture mais ils la trouvèrent très bonne à manger. Le lendemain, les filles retournèrent vers Damba. Elles lui offrirent de la farine de mil et en retour Damba leur donna encore de la viande.
Après cet échange de nourriture, Damba se fiança avec les deux filles. Le troisième jour, les pères des deux fiancées se présentèrent devant Damba. Ce dernier raconta à ses beaux-pères sa fuite puis leur fit un don de viande séchée. Le quatrième jour, Damba s'installa finalement au village et procéda à une distribution générale de viande pour tous les villageois présents. Après cela, Damba prit une troisième épouse, la fille du chef des Kize-bal-hin.

### Damba, roi des Moundang

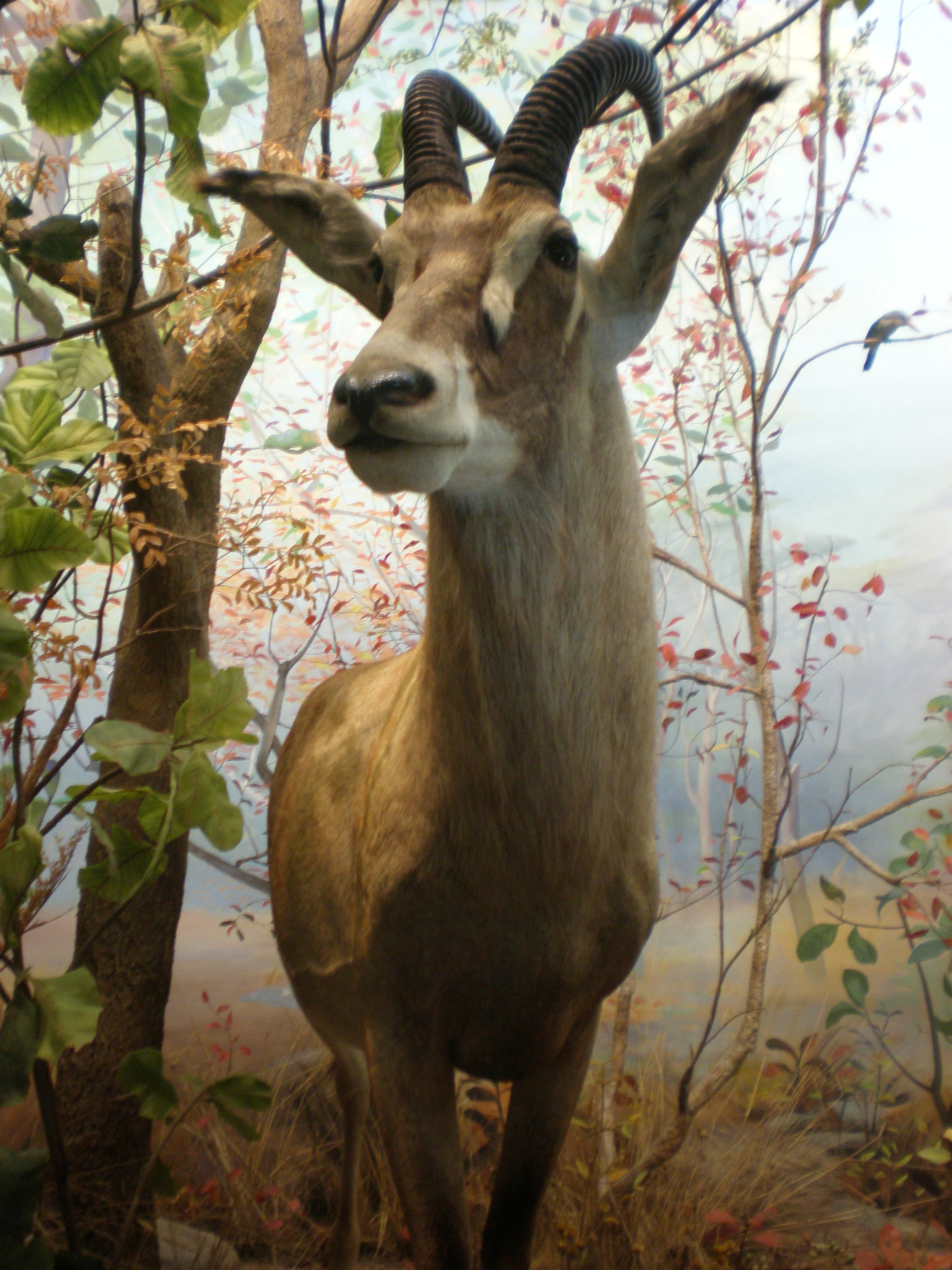
Antilope-cheval, gibier de Damba, le chasseur devenu roi des Moundang.

Damba, une fois installé au village avec ses épouses, continua à chasser dans la brousse et à distribuer son gibier. Devant la générosité de Damba, les Anciens du village se mirent à comploter contre leur chef du clan Kizéré. Ils lui reprochaient son avarice et ses maigres dons de haricots.
Les Anciens proposèrent alors à Damba de devenir leur chef. Dans un premier temps, Damba refusa de participer à ce complots en prétextant de n'être qu'un étranger.
Un jour, Damba tua une antilope-cheval. Il rapporta la viande au village et ses épouses firent bouillir la viande dans trois grandes marmites. Damba fit déposer les marmites dans son tal-guu, la hutte où sont entreposées les flèches et les carquois ; un lieu interdit aux femmes menstruées et aux hommes non invités. Damba invita ensuite les Anciens à un banquet et les régala de viandes en sauces et de bière de mil. Au bout de trois jours, les Anciens et Damba se mirent d'accord pour écarter du pouvoir le chef Kizéré. Les comploteurs demandèrent à un devin la marche à suivre pour que leur entreprise arrive à bon port. Ils demandèrent à un enfant, un petit-fils du chef de saboter son arc en limant à moitié la corde de son arc. Ceci-fait, ils crièrent contre le chef et lui ordonnèrent de partir. En colère, le chef se saisit de son arc pour tuer les comploteurs. Mais la corde cassa et le chef dut piteusement s'enfuir avec les siens sous des jets de cailloux. Sa fuite prit fin à Bissi où les Kizéré fondèrent une nouvelle chefferie. Quelques vieillards Kizéré restèrent auprès de Damba mais lui jurèrent fidélité en allumant un feu devant le palais royal. Ce geste est renouvelé à l'ouverture de chaque fête du fing-moundang (nouvel-an) ; les Kizéré fidèles à Damba ayant été nommés puliã-za-wi (dignitaire du feu).

## Organisation de la famille royale

### Épouses royales

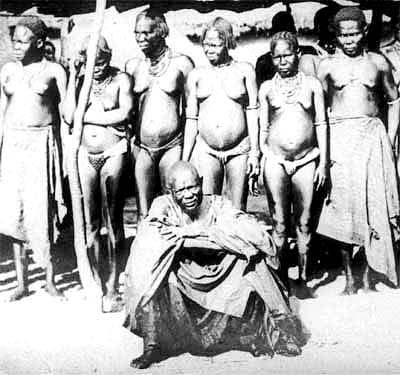
Le roi Čomé II assis devant quelques-unes de ses épouses en 1906. (mission Moll).

Le roi de Léré est un grand polygame (de 100 à 300 épouses selon les époques). Le palais du roi est en fait une gigantesque exploitation agricole de forme circulaire et d'un seul tenant. Dans cet anneau se succèdent les appartements des épouses. Chaque appartement comprend quatre chambres, les murs sont en pisé et le toit est plat et sert de terrasse. L'appartement dispose dans un coin d'un grenier de forme phalloïde et dans un autre coin d'une tourelle qui est la cheminée de la cuisine. Si une ferme traditionnelle moundang dispose de trois-quatre appartements, le palais royal en dispose donc d'un nombre plus considérable. Le roi Čomé II a régné de 1891 à 1924. Il a épousé plus de 200 femmes et a été obligé d'agrandir le nombre des appartements en construisant un anneau concentrique au premier à l'intérieur de la cour. Son petit-fils Daba III, intronisé en 1964, n'a disposé que d'une centaine d'épouses dont une quarantaine héritées de son père et de son grand-père. Ce nombre plus réduit a permis de dégager la cour de ces constructions supplémentaires.
Ces épouses royales se répartissent en plusieurs classes fonctionnelles
- Les nouvelles épouses, elles habitent auprès d'épouses plus anciennes qui leur apprennent leurs tâches palatiales. Elles fréquentent le plus le roi quant aux activités sexuelles.
- Les cuisinières du roi.
- Les grandes femmes, elles ont déjà eu plusieurs enfants du roi. Elles initient les jeunes épouses.
- Les vieilles femmes, leurs appartements sont en dehors du palais mais à proximité[10].

### Mère de l'enclos
Toutes les épouses royales ne jouent pas le même rôle. La mah-mor-yã (ou mère de l'enclos royal) est l'épouse du roi qui détient les plus lourdes charges rituelles. Elle est la première épouse du roi et la prêtresse du palais.

#### Mythe du Bouvier intrépide
Le clan des Moundang-Yéré a pour rôle de désigner parmi les clans Ban Moundéré, Ban Dahé et Banjuu, une épouse, tenancière du rituel mah-mor-yã à tout nouveau roi intronisé à Léré. Leurs deux autres charges consistent à circoncire les fils royaux (dans le village de Labsay), assurer la défense guerrière du Gong de Léré et, lors du décès du roi d'inhumer la dépouille royale. Le clan Moundang-Yéré est  venu du village Yéra, (entre Guider et Bidzar au Cameroun)sur invitation de Damba, son parent. Ce chef qui dirigait za Yéra est passé avec son peuple successivement par Biparé pour s'installer à Guebouré (actuellement quartier de Zalbi, Lumbouri, Foul kwaare, Gəə Tréné, Biɗaŋ, Təfoul tréné, Labzayé, Tezain et définitivement à Pərane transcrit Tréné par les colonisateurs. Cependant le mot Yéré provient d'une déformation du toponyme Yéra, nom d'un village de la région de Guider.

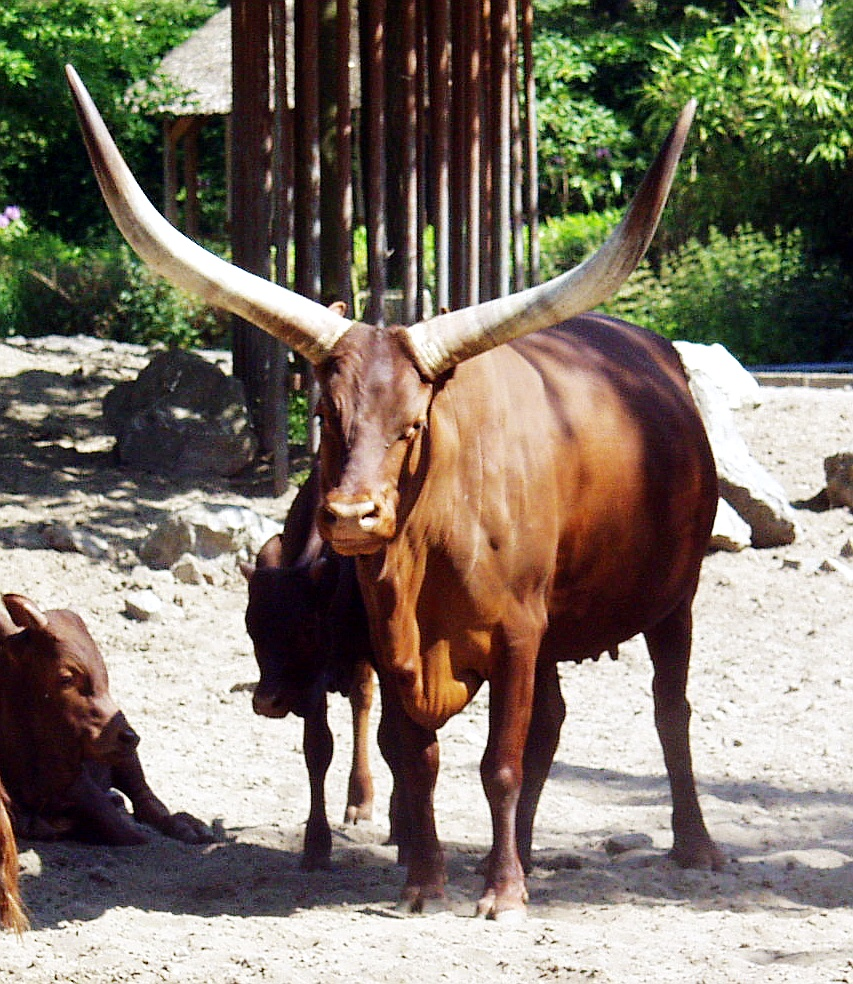
Vaches africaines.

Il y a longtemps, un mythe sans lendemain, non confirmépar la royauté de Libé, raconte que le village de Yéra fut attaqué et pillé par des guerriers du roi de Léré. Ils emmenèrent avec eux toutes les femmes. Une des femmes avait un fils. Ce garçon gardait les bœufs dans la brousse lorsque se produisit le rapt. Quand le bouvier rentra au village, il constata que sa mère avait disparu. Aussitôt il se mit à sa recherche et partit vers Léré. Là, il fut capturé par des notables et présenté au roi. Prit de pitié le roi fit amener les femmes de Yéra. Quand le garçon vit sa mère, il se jeta dans ses bras. Devant cet amour filial, le roi décida de garder, mère et fils auprès de lui. La mère devint une épouse royale et l'intrépide garçon fut chargé de surveiller le troupeau des bœufs royaux. Le bouvier fit d'abord paître le troupeau près de Léré. Mais, peu à peu, il s'éloigna de la ville dans la direction de l'Est vers le Lac Tréné. Contrairement à l'histoire orale racontée aux princes de Tréné lors de l'initiation couplée de circoncision, il passa par le village de Labsay. Il s'y maria et beaucoup de ses enfants y vinrent au monde. Finalement, le bouvier traversa le lac vers le Nord et s'installa à Tréné. Là, une importante population vint le rejoindre, attirée par les bonnes terres fertiles et par les eaux du lac très poissonneuses.
Le roi eut un fils avec la mère du bouvier. Ce prince, frère utérin du bouvier, succéda au roi. Quand le nouveau roi constata que Tréné s'était bien développé, il nomma le bouvier pah-yã Tréné (chef du village). À partir de là, les rois de Léré prirent pour habitude de venir à Tréné pour prendre une jeune vierge afin d'en faire une nouvelle mah-mor-yã. Cette jeune femme n'est pas la propre fille du chef de Tréné. Elle est choisie alternativement parmi trois clans, les clans Banjuu, Ban Dahé et Ban Mundéré. Il ne s'agit pas d'un échange matrimonial pacifique où la chefferie de Tréné donne une épouse au roi de Léré contre le don initial du troupeau de bœufs royaux. La relation entre les deux villes est conflictuelle et il apparait que le rapt des femmes de Yéra est rejoué à Tréné. C'est ainsi que de nombreux conflits sanglants eurent lieu entre la fin du XIXe siècle et le début du XXe siècle ; pour le gens de Léré ceux de Tréné n'étant que des serviteurs à leur service. Les débuts de cette animosité serait un désaccord au sujet d'un bœuf. Le roi de Léré quand il vient chercher son épouse doit sacrifier un bovidé. Selon lui il peut le prélever dans le troupeau de Tréné. Selon le chef de Tréné, le roi de Léré doit fournir une de ses propres bêtes en échange de mah-mor-yã.

#### Charges rituelles

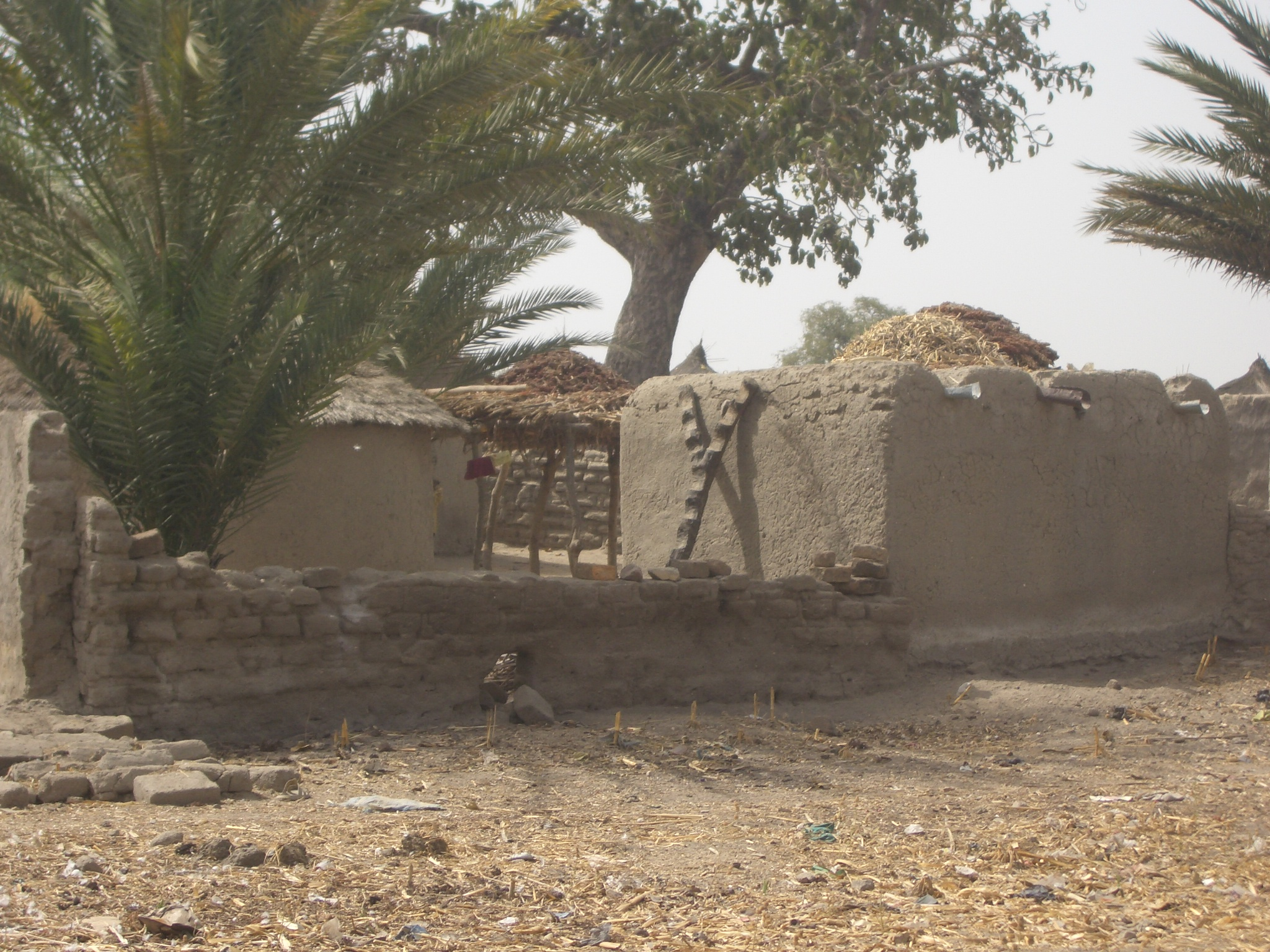
Habitation à Tréné

Après son intronisation, le roi de Léré se rend en grand cortège chez le chef de Tréné, son aîné. Il se déchausse depuis Tezain et s'y rend à pied. Il est soumis aux rituels à Teryang. Après avoir passé une nuit chez son hôte, le roi se purifie dans l'eau d'une mare sacrée. Puis il rentre à Léré avec sa mah-mor-yã. La jeune épouse ne cohabite pas avec une autre épouse. Elle loge dans son propre appartement situé côté nord au fond de l'enceinte palatiale. Non loin est percé une ouverture dans l'enceinte. Lorsque le roi meurt, sa dépouille y passe pour quitter le palais. Ce lieu au fond du palais est désigné sous le nom de te-mor-yã et joue un grand rôle durant les cérémonies du fing-moundang. Une des chambres de la mah-mor-yã est le lieu où sont conservés les fa-šyĩnri ou regalia du roi ; le dari (costume de perles), une poterie contenant une coupelle de tabac, des couteaux de jets, deux anneaux de cheville, deux bracelets, deux pipes en roseau, une double cloche, une corne d'antilope, un tabouret, et deux bâtons de marche. Tous ces objets ont jadis appartenu au roi Damba.
La garde de ces objets fait de la mah-mor-yã une haute responsable religieuse ; elle est à égalité avec les hommes chargés de l'initiation et des masques. D'un côté, on craint les malédictions qu'elle peut proférer. Plus qu'une véritable reine, cette femme est une prisonnière de sa charge. Jusqu'au règne du roi Sahulba (1946-1963), la mah-mor-yã se devait de rester stérile à défaut d'être chaste. En cas de naissance le nouveau-né était tué mais le plus souvent on obligeait la femme à subir des pratiques abortives. Cette stérilité fut imposée sous le motif que la maternité et les soins à l'enfant auraient empêché les lourdes charges rituelles de la mah-mor-yã.
À la mort du roi, la mah-mor-yã n'est pas héritée par son successeur comme les autres coépouses. Elle quitte le palais et le nouveau roi épouse une nouvelle mah-mor-yã. La veuve peut retourner à Tréné dans sa famille ou choisir d'épouser un frère cadet du roi défunt.

## Fêtes et rituels

### Fête des récoltes du Cié-sworé
La fête annuelle du Cié-sworé ou « Âme du mil » se tient durant une journée durant le mois de fing-yuru (décembre-janvier) du calendrier moundang dans les villes de Léré et de Guégou. À cette époque de l'année les épis de mil sont matures. Les plus beaux d'entre eux, les tesen-sworé sont coupés et serviront l'année suivante de semences. Dans ce cadre, le Cié-sworé est une fête royale où les tesen-sworé des champs royaux sont transportés vers le grand grenier du palais royal, le ĉel-damé.